# Harry Tisch
Harry Tisch (ur. 28 marca 1927 w Heinrichswalde (pow. Ueckermünde), zm. 18 czerwca 1995 w Berlinie) – wschodnioniemiecki funkcjonariusz partyjny, m.in. czł. Biura Politycznego KC SED (1975-1989) i przew. FDGB (1975-1989).

## Życiorys
Syn brukarza i robotnicy. Tisch uczęszczał do Szkoły Podstawowej w Heinrichswalde (1933-1941), był zatrudniony w mleczarni w Heinrichswalde (1941), ukończył szkolenie w zawodzie ślusarza w Pasewalku (1941-1944), w tym w Służbie Pracy Rzeszy (Reichsarbeitsdienst – RAD) (1943-1944), i pełnił służbę w Kriegsmarine (1944-1945). Był członkiem organizacji młodzieżowych Deutsche Jugend, i Hitlerjugend (1941–1943).
Przebywał w niewoli brytyjskiej w Neumünster, skąd 28 listopada 1945 udało mu się uciec.
W tymże roku powrócił do Heinrichswalde, pracował jako ślusarz w Ueckermünde (1946-1948), wstąpił do KPD/SED (1945-1946), FDGB (1945) i FDJ (1946). Po ukończeniu Powiatowej Szkoły Partyjnej (Kreisparteischule) (1948) pełnił funkcję sekr. powiatowego FDJ w Ueckermünde (1948-1949), następnie przew. powiatowego FDGB w Ueckermünde (1949-1950). Po ukończeniu Szkoły Przemysłowej w Bernau (Gewerkschaftsschule Bernau) (1949-1950) był przewodniczącym związku IG Metall w Meklemburgii (1950-1952) i zastępcą przewodniczącego Okręgu FDGB w Rostocku (1952-1953). Członek parlamentu Meklemburgii-Pomorza Przedniego (1950-1952).
W latach 1953-1955 Tisch uczęszczał do Wyższej Szkoły Partyjnej przy KC SED (Parteihochschule „Karl Marx” beim ZK der SED) w Kleinmachnow, po ukończeniu której był sekretarzem ds. gospodarki Komitetu Okręgowego SED w Rostocku (1955-1959), przewodniczącym Rady Okręgowej w Rostocku (1959-1961) i I sekr. KO SED w Rostocku (1961-1975).
W 1963 został członkiem Komitetu Centralnego SED, zastępcą członka (1971-1975) i członkiem Biura Politycznego KC SED (1975-1989). Od 1963 był także deputowanym do Izby Ludowej NRD, a od 1975 członkiem Rady Państwa NRD i Prezydium Rady Narodowej Frontu Narodowego. W latach 1975–1989 przewodniczył FDGB. Z racji sprawowanych funkcji był „skoszarowany” w partyjno-rządowym osiedlu kierownictwa NRD – Osiedlu Leśnym pod Bernau.
W listopadzie 1989 Tisch zrezygnował z funkcji członka Biura Politycznego KC SED, usunięty z Rady Państwa i FDGB. W grudniu, przed jego aresztowaniem, wykluczony z SED.
W procesie o czerpanie korzyści z zajmowanego stanowiska, łącznie na kwotę 71 mln dolarów, Tisch został skazany w 1991 na 18 miesięcy więzienia i zwolniony po zaliczeniu okresu przebytego 14-miesięcznego aresztu.
Był współoskarżonym w procesie za „zabójstwo i napaść na wewnętrznej granicy niemieckiej” (Mauerschützenprozesse), w którym w styczniu 1995 Sąd Okręgowy w Berlinie zakończył jego współudział z uwagi na zdiagnozowaną niewydolność serca.
Tisch był jednym z niewielu, poza np. Schabowskim, byłych wysokich funkcjonariuszy SED którzy wyrazili żal z powodu panującej w NRD niesprawiedliwości społeczno-politycznej. Zmarł na raka.